# As-Saffah
Pour les articles homonymes, voir Abbas.
As-Saffah (le sanguinaire), ou Abu al-Abbas Abd Allah Ibn Muhammad Ibn Ali Ibn Abd Allah Ibn al-Abbas, (vers 722-754) est un descendant d'Al-Abbas ibn Abd al-Muttalib. Il est proclamé calife en 750 à Koufa après avoir renversé le dernier Omeyyade, Marwān II, et fonde ainsi la dynastie des Abbassides. Il est mort en juin 754, son frère cadet Abu Jafar lui a succédé avec le surnom d'Al-Mansur.

## Biographie

### Agitation anti-omeyyade (743-750)
Abu Muslim al-Khurasani (700-755) perse issu d'une famille zoroastrienne, de son vrai nom Abd er-Rahman ben Muslim était un sellier exerçant sa profession dans le Khorassan. Il prit son surnom d'Abu Muslim au cours de la guerre civile opposant les Omeyyades aux partisans de la famille de Muhammad qu'ils soient les descendants de Abbas ou ceux de Ali ibn Abi Talib. Certains chiites croyaient que As-Saffâh était le mahdi attendu.

### Le renversement des Omeyyades
Le vendredi 31 octobre 749, la population de Koufa est convoquée à la grande mosquée sans qu'on en connaisse la raison, Abu Salama al-Khallal monta en chaire pour dire : « Que tous ceux qui sont en état de prendre les armes viennent ici demain vêtus de noir. » Alors chacun comprit que celui qui allait être élu pour abattre les Omeyyades ne serait pas un descendant d'Ali. Le lendemain Abu Salama al-Khallal, avec le soutien d'Abu Muslim, fit élire par la foule As-Saffah comme calife avec pour mission de renverser les Omeyyades. Les Abbassides ont pris le noir comme couleur emblématique du « bien » contre le blanc, couleur des Omeyyades, devenant le symbole du « mal ». Ce dualisme convenait assez bien aux perses encore imprégnées de manichéisme, d'autant plus que le blanc était leur couleur de deuil.
Lorsque le calife omeyyade Marwān II apprit cela, il prit sa famille et se dirigea vers l'ouest en traversant l'Euphrate. Le Khorassan était déjà en dissidence et avec ce serment à Koufa l'Irak échappait à son tour aux Omeyyades, aussi Marwān II envisagea-t-il la fuite vers l'Anatolie et de se mettre sous la protection de Constantin V, le basileus de l'Empire byzantin. Il préféra s'enfuir en Syrie où il pouvait espérer compter sur des appuis.
Les Syriens pour s'excuser de leur attachement aux Omeyyades et tout en prêtant serment au nouveau calife, affirmèrent avoir ignoré que Mahomet avait une autre famille que celle des Omeyyades.
L'armée omeyyade de Marwān II rencontra l'armée du Khorassan dirigée par Abd Allah ben Ali un oncle d'As-Saffah au sud de Mossoul au confluent de la rivière Grand Zab et du Tigre. La bataille dura deux jours au bout desquels l'armée de Marwān II est défaite. De retour à Damas, les habitants lui refusent l'entrée de la ville et  le calife se dirige alors vers la Palestine et l'Égypte.
L'armée abbasside à la poursuite de Marwān II, envahit la Syrie. À Damas les deux camps abbasside et omeyyade ont leurs partisans qui s'affrontent. Les partisans des Abbassides l'emportent et ouvrent la ville aux troupes d'As-Saffah. Les Omeyyades en fuite sont rejoints, Marwān II est décapité, sa famille est faite prisonnière (juin 750).

### Massacre de la famille omeyyade
As-Saffah décida de détruire complètement la famille omeyyade. Il commença par faire ouvrir les tombes des califes et faire brûler leurs cadavres. Quand tous les membres vivants de la famille omeyyade furent réunis As-Saffah « les fit massacrer. Puis il fit étendre sur les corps un tapis de cuir sur lequel on servit un repas à ceux qui assistaient à cette scène et qui mangèrent pendant que les victimes expiraient. »

### Les Omeyyades à Cordoue
Abd ar-Rahman ben Muawiya ben Hicham fut l'un des rares survivants du massacre de la dynastie des Omeyyades. Aidé par des Arabes de Syrie il put s'enfuir et se réfugier en Al-Andalus. Plus tard il se fit proclamer émir d'Al-Andalus dans la grande mosquée de Cordoue.

### La bataille de Talas (751)
Les armées chinoises attaquent avec l'intention de reprendre la Transoxiane. Une armée khorassanienne d'Abu Muslim, avec à sa tête le général Ziyad ibn Salih, mène la contre-attaque. Les deux armées se rencontrent sur les rives de la rivière Talas (751). La victoire de Talas contre les Chinois a permis aux musulmans de découvrir certaines techniques chinoises. C'est ainsi qu'on a construit les premières papeteries de l'empire à Samarcande.

### Abu Jafar contre Ibn Hubayra
As-Saffah envoie son frère cadet Abû Jafar combattre Yusuf ben Hubayra à Wasit où il s'était retranché. Le siège fut installé et As-Saffah employa des machines de guerre pour bombarder la ville. Les habitants voyant le nombre de victimes s'accroître sans percevoir d'issue, incitèrent Ibn Hubayra à demander la paix. Abû Jafar accorda son pardon à tous et les laissa en liberté à condition de faire allégeance à As-Saffah et pour Ibn Hubayra de ne pas quitter Wasit.
Quelque temps après, Abu Jafar acquit la conviction qu'Ibn Hubayra se préparait à trahir. Il fit arrêter Ibn Hubayra et quarante deux de ses compagnons et parents qui furent exécutés. Abû Ja`far contre Abû Muslim
As-Saffâh envoie alors Abu Jafar dans le Khorasan pour y rencontrer Abû Muslim. Bien que ce dernier ait été à la base de l'insurrection et de la prise du pouvoir par les Abbassides, As-Saffâh se méfie de lui. Après s'être assuré de la fidélité d'Abu Muslim, Abu Jafar repart à la rencontre du calife pour lui faire son rapport. Il dit « Abû Muslim est un géant d'entre les géants et tu ne pourras pas jouir de la vie tant qu'il sera vivant. ».
En 754, Abu Muslim désire faire le pèlerinage à La Mecque. De passage à Ray, il rencontre As-Saffah et doit s'y arrêter quelque temps. Malgré les insinuations d'Abu Jafar le présentant comme un danger pour le califat, As-Saffah laisse Abu Muslim accomplir son pèlerinage et rentrer dans le Khorasan.

### Fin du règne
As-Saffah désigne comme successeur son frère Abu Jafar, qui doit promettre pour cela que son propre successeur serait Isa, fils du frère aîné d'As-Saffah et d'Abu Jafar.
Le court règne d'As-Saffah fut occupé à reconstituer l'empire arabe, au moins dans sa partie orientale, l'Ifriqiya, le Maghreb et l'Al-Andalus échappèrent rapidement au contrôle des Abbassides. Il conduisit une politique plus tolérante pour les non-musulmans et plus ouverte pour les musulmans non arabes. Des non-musulmans et non-arabes furent enrôlés dans les armées. Abu Muslim est resté le commandant des armées jusqu'en 755. Mais As-Saffah a déçu ses soutiens chiites qui espéraient que leur imam devienne calife.
As-Saffah mourut en 754, son frère Abu Jafar lui succéda avec le surnom d'Al-Mansur. C'était un ennemi résolu d'Abu Muslim qui prenait le pouvoir.